# 야크트판터
173번 특수목적차량 5호 구축전차 야크트판터(독일어: Jagdpanzer V Jagdpanther, Sd.Kfz.173)는 제2차 세계 대전 말기에 나치 독일이 5호 전차 판터 차체에 8.8cm KwK 43 전차포를 탑재하여 개발한 구축 전차이다. 또한 설계, 개발도 비슷하게 진행된 야크트티거도 존재한다.

## 개발
1942년 8월 3일 판터의 새시에 8.8cm KwK PAK 43 L/71 대전차포을 탑재한 구축전차를 설계하라는 독일 육군 병기국의 명령을 받아 크루프(Krupp)사가 개발을 시작하였다. 크루프사는 판터의 측면 장갑을 위로 연장시켜 8.8cm KwK PAK 43 L/71을 탑재하고도 넓은 전투실을 갖추게 만들었다.(후에 역으로 판터 G형이 생산성 강화의 목적으로 야크트판터의 영향을 받는다.) 하지만 1942년 10월 15일 알베르트 슈페어의 명령으로 후속 개발권이 다임러-벤츠에 넘어가게 되면서 크루프는 무장과 무장의 탑재에 집중한다. 1943년 3월 프로토 타입이 완성되고 그 해 11월 히틀러가 '야크트판터(Jagd panther)'라는 이름을 붙여주었다. 그로부터 2개월 후인 1944년 1월부터 양산이 시작되었다. 1944년 3월부터는 두개의 부품으로 나눠 생산성을 높인 주포가 장착되고 한 개의 관측구가 제거된 후기형이 생산되었다.
월 150대가량이 생산될 예정이었으나 연합군의 폭격으로 인한 공장의 생산성 저하로 종전까지 419대밖에 생산되지 못했다. 그 중에서도 23대는 조립이 끝나지 않아 392대만이 실전 투입이 가능하였다.

## 실전
야크트판터는 80mm 55도 각도의 전면 경사 장갑과 100mm의 포방패로 이루어진 강인한 방어력과 거의 모든 연합군의 전차를 격파 가능한 강력한 8.8cm KwK 43의 화력 그리고 평균 이상의 기동성, 뛰어난 신뢰성으로 2차대전 최고의 구축전차로 평가받는다. 하지만 포의 가동각이 11도, 부양각이 -8도에서 +14도밖에 되지 않았기 때문에 표적을 조준하기 위해선 차체를 움직여야 해야하는 단점이 있었고, 늘어난 중량과 앞서 말했듯이 표적 조준을 위한 잦은 차체 이동으로 서스펜션이 심각한 부담을 받아 기존의 판터에 비해 부품 수명이 절반 정도밖에 되지 않았던 점 같은 단점도 존재하였다. (4호구축전차와 마찬가지로 전방에 집중된 장갑과 포의 무게로인해 차제전방쪽 로드휠과 서스펜션에 무리가 가게되었다.)
야크트판터는 중 대전차 기갑 대대로 독립적으로 조직되었는데 14대로 이루어진 3개의 중대와 3대의 지휘전차로 이루어져서 기갑사단의 일부로 활용되었다. 대부분 동부전선에 투입되었으나, 1944년 12월 아르덴느 공세에 6개 대대로 이루어진 51대의 야크트판터가 집결한 것이 최다 동원 기록이다.
전후 판터와 같이 프랑스가 1950년대까지 소량 운용하였다.

## 같이 보기
- 5호 전차 판터
- 야크트티거